# Maidla jõgi
Maidla jõgi är ett vattendrag i norra Estland. Den är 23 km lång och är ett västligt vänsterbiflöde till floden Keila jõgi som mynnar i Finska viken. Åns källa ligger vid våtmarken Rabivere raba vid byn Rabivere i Kohila kommun i landskapet Raplamaa. Den mynnar i floden Keila jõgi vid byn Jõgisoo i Saue kommun i landskapet Harjumaa. Maidla jõgi rinner bland annat igenom småköpingen (estniska: alevik) Hageri och byn (estniska: küla) Maidla. 